# Castillo de Oreja
El castillo de Oreja es un castillo que se encuentra en el antiguo poblado de Oreja, en el municipio de Ontígola, al este de la provincia de Toledo.

## Historia

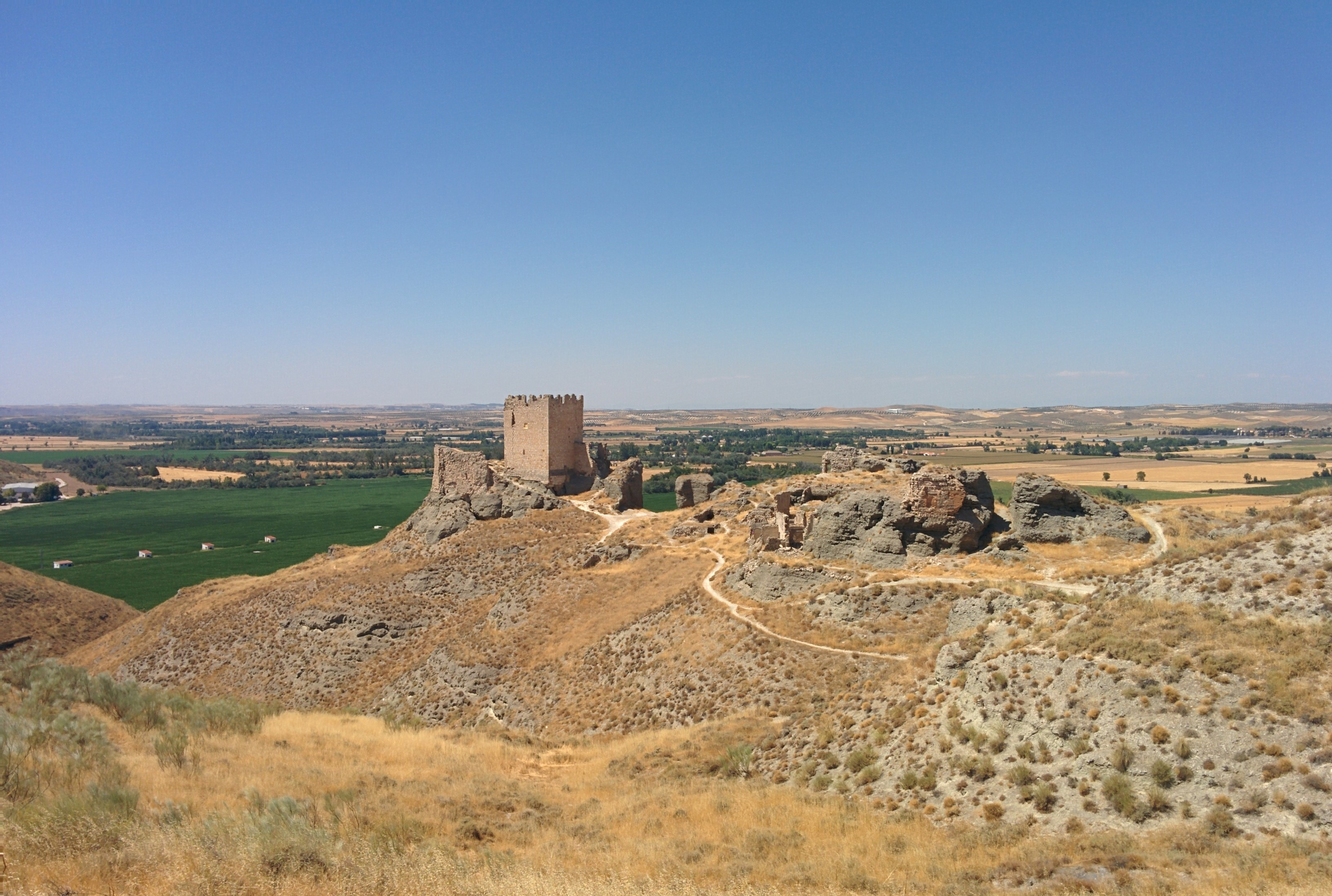
Vista del castillo desde el despoblado de Oreja.

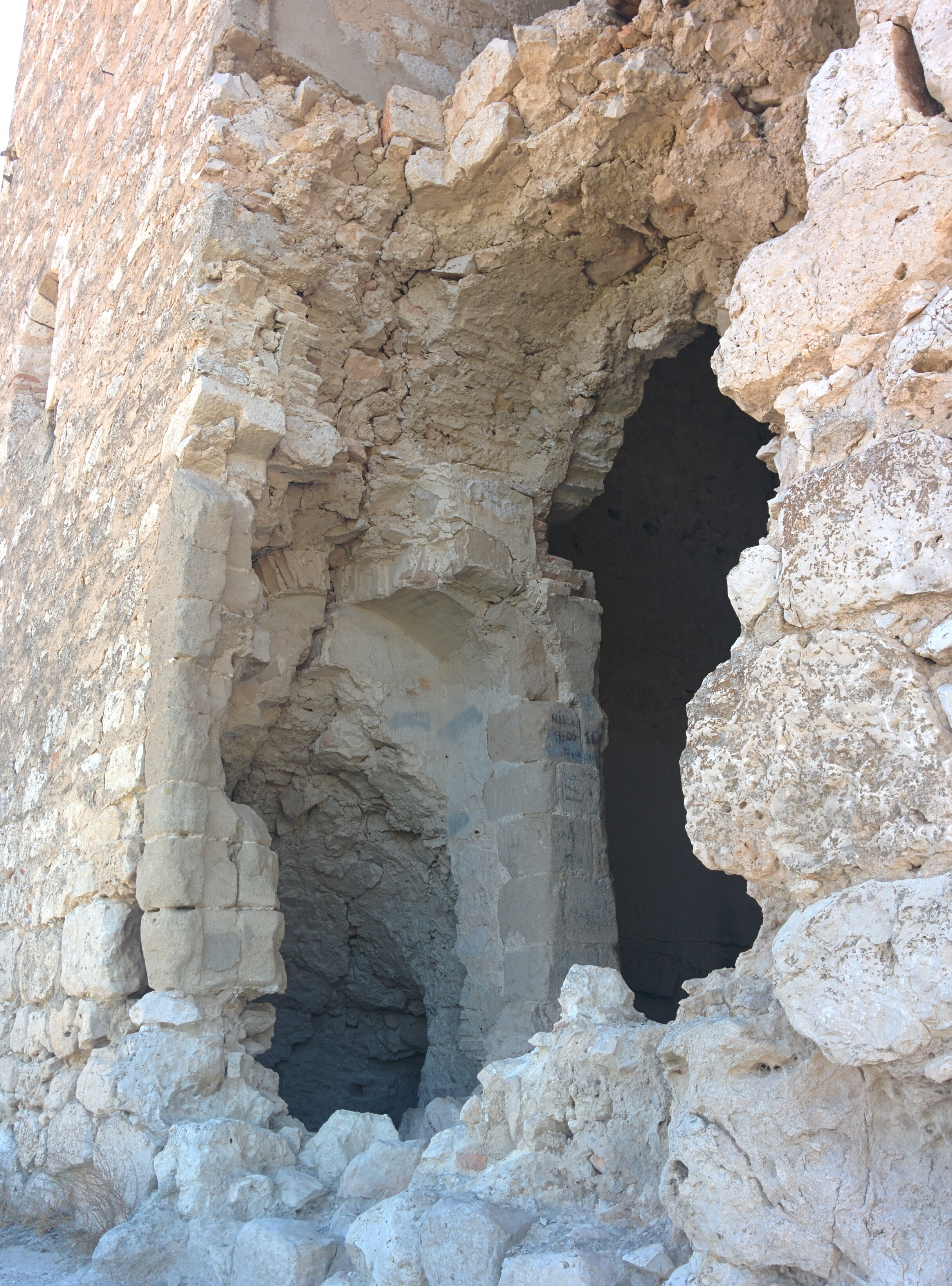
Detalle

Los musulmanes poseían un castillo en el antiguo paraje romano de Aurelia (antecedente del nombre de Oreja) en tiempos de Alfonso VI de León, que lo adquirió como dote de su esposa Zaida.
Tras la derrota en la batalla de Uclés, en 1108, perdió el castillo, que fue desde entonces una amenaza constante para el reino de Toledo al controlar el vado del río y permitir su paso a expediciones que avanzaban por la orilla derecha hacia la ciudad, anulando la cabeza de puente del castillo de San Servando. En 1113 Mazdalí tomó el castillo y lo convirtió en un punto de ataque contra las tropas castellanas, que sufrieron una gran derrota en sus proximidades en 1132.
Tras el asedio durante seis meses impuesto por Alfonso VII de León, con tropas toledanas, extremeñas, gallegas y leonesas, se rindió por hambre y sed en 1139, repoblándose la villa con cristianos, a los que se otorgó un fuero de gran interés histórico.
Se restauró entonces el viejo castillo, acometiéndose grandes reformas; Alfonso VIII lo cedió a la Orden de Santiago, que lo utilizó frente a los almohades. En el siglo XV se cedió a Gutierre de Cárdenas y posteriormente pasó a manos de los condes de Colmenar de Oreja y a los duques de Frías.
Una vez perdida su utilidad bélica, y debido a la dificultad que presenta el paraje para ser habitado, casi todos sus vecinos se trasladaron a las localidades de Ontígola y Aranjuez, quedando un modesto barrio anejo al castillo, visible desde lejos.

## Descripción y características

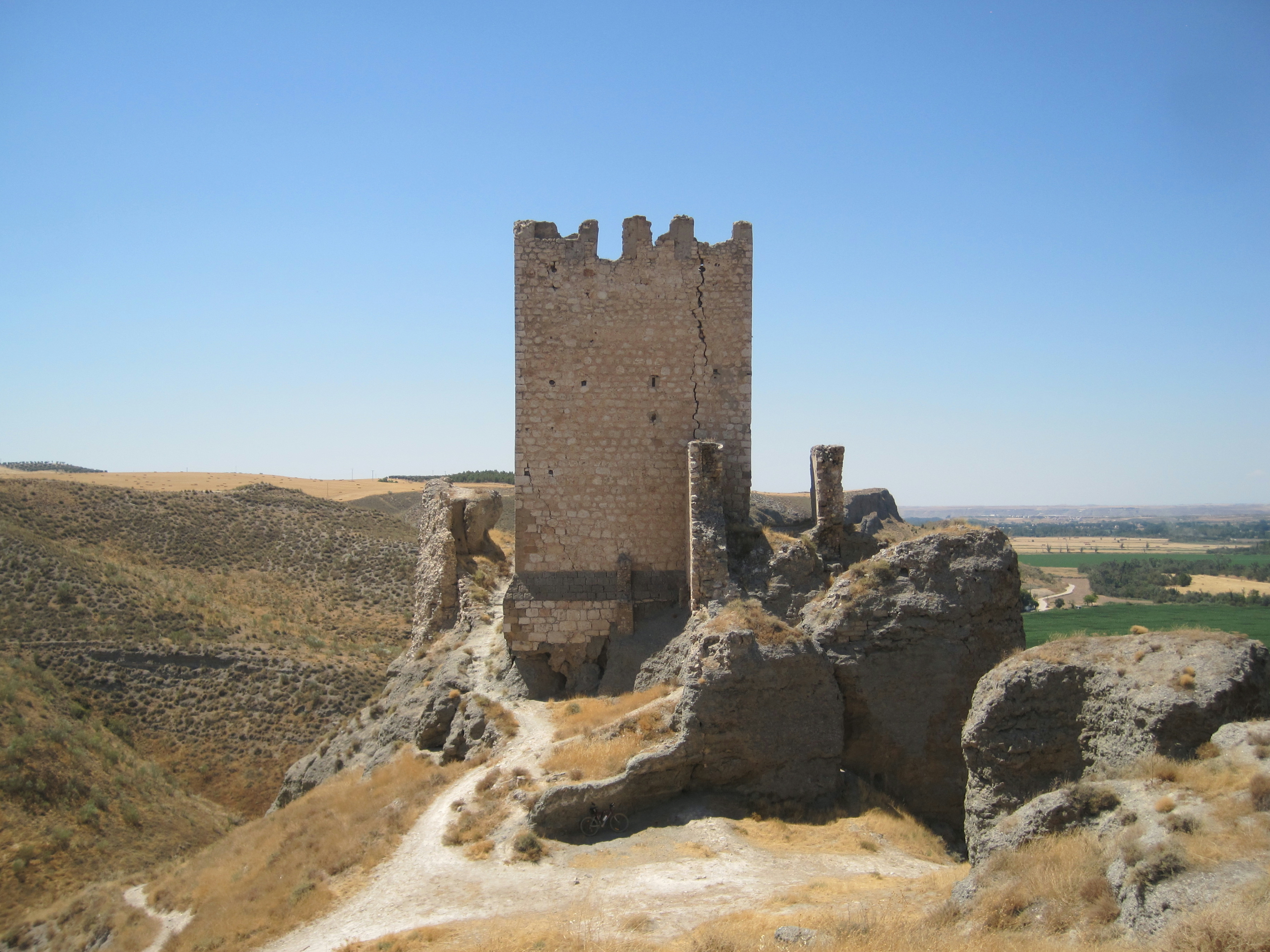
Vista desde el este

El castillo de Oreja está formado por una fuerte y alta torre rectangular cercada por una muralla que sigue la línea irregular del risco sobre el que se asienta y que se encuentra aislado en parte del borde de la meseta que limita el Tajo por el norte, cuyo vado natural  era el objeto principal de vigilancia desde el castillo.
Tiene algunas saeteras circulares, indicios de matacanes de madera y grandes y toscos merlones que rematan las torres. Las esquinas son de sillería y están redondeadas a media altura. Sólo posee una puerta. En el interior pueden apreciarse los restos de la iglesia, dos bóvedas y un aljibe.

## Estado de conservación
Se encuentra en estado de ruina avanzada.